# Потапов Володимир Петрович
Володимир Петрович Потапов (24 січня 1914 — 21 грудня 1980) — український радянський математик, професор.

## Біографія
В. П. Потапов народився 24 січня 1914 року в м. Одеса в сім'ї  ученого — філолога. Загальну освіту здобув дома.
У 1939 році закінчив фізико-математичний факультет Одеського державного університету.
В 1939—1940 році працював асистентом в Одеському державному університеті, а у 1940—1941 роках — в Одеському інституті водного транспорту.
В роки нацистської навали в евакуації викладав математику у загальноосвітніх школах.
У 1944—1946 роках працював асистентом, а у 1946—1948 роках — доцентом кафедри математики Одеського інституту інженерів морського флоту. Одночасно в 1946—1947 роках був завідувачем кафедри аналітичної геометрії Одеського державного педагогічного інституту.
В 1945 році захистив дисертацію на здобуття наукового ступеня кандидата фізико-математичних наук. У 1947 році надано вчене звання доцента.
З 1948 року працював в Одеському державному педагогічному інституті імені К. Д. Ушинського. До 1955 року завідував кафедрою математики. Одночасно в 1953—1956 роках був деканом фізико-математичного факультету. У 1955—1964 роках обіймав посаду професора кафедри математичного аналізу.
В 1954 році захистив дисертацію на здобуття наукового ступеня доктора фізико-математичних наук. В 1955 році надано вчене звання професора.
В 1964—1974  роках очолював кафедру вищої математики в Одеському технологічному інституті холодильної промисловості, залишаючись за сумісництвом професором Одеського педагогічного інституту. Одночасно читав лекції в Одеському електротехнічному інституті зв'язку, У 1974—1976 роках був професором кафедри вищої математики та лінійного програмування Одеського інституту народного господарства.
Згодом переїхав до Харкова, де працював  керівником відділу прикладної математики Фізико-технічного інституту низьких температур.
Професійно грав на фортепіано, писав вірші. Володів французькою, німецькою мовами.
В. П. Потапов помер 21 грудня 1980 року у м. Харків.

## Наукова діяльність
Розробив мультиплікативну теорію мероморфних в одиничному крузі або в півплощині J — стискувальних матриць-функцій і розглянув її застосування у класичних інтерполяційних задачах та теорії пасивних електричних ланцюгів.
Керував аспірантурою.

#### Праці
- Теорема умножения характеристических матриц-функций/ М. С. Лившиц, В. П. Потапов.// Доклады Академии Наук СССР. — 1950. — Т.  72. –  № 4. — С. 625—628.
- О голоморфных ограниченных в единичном круге матрицах-функциях/ В. П. Потапов.//Доклады Академии  Наук СССР. — 1950. — Т. 72. –  № 5. — С.  849—852.
- Мультипликативная структура J-нерастягивающих матриц-функций/ В. П. Потапов.// Труды Московского математического общества. — 1955. — Т. 4. — С.  125—236. // http://www.mathnet.ru/mmo38
- Общие теоремы о структуре и отщеплении элементарных множителей аналитических матриц-функций/В. П. Потапов.// Доклады Академии Наук  Армянской ССР. — 1969. — Т.  98. — № 6. — С.  257—262.
- Многомерный гиратор /В. П. Потапов, Т. А. Товмасян.// Доклады Академии Наук  Армянской ССР. — 1970. — Т. 1. — № 5. — С.  266—272.
- J-растягивающие матрицы-функции и их роль в аналитической теории электрических цепей/ В. П. Потапов, А. В. Ефимов// Успехи математических наук. — 1973. — Т. 28. — Вып. 1(169). — С. 65 — 130. // http://www.mathnet.ru/rm4835

## Нагороди
- Медаль «За доблесну працю у Великій Вітчизняній війні 1941—1945 рр.»

## Родина
- Батько: Потапов Петро Осипович (1882—1945) — доктор філологічних наук, професор.